# Kermesovke
Kermesovke (lat. Phytolaccaceae), biljna porodica u redu klinčićolike, koja se sastoji od 5 rodova, nekada od 13 s preko 50 vrsta biljaka, drveća, grmova i zeljastog bilja. Najvažniji i najpoznatiji rod je vinobojka, fitolaka ili kermes (Phytolacca), od kojih u Hrvatskoj rastu američki kermes (Phytolacca americana) i  Phytolacca acinosa.
Hrvatski nazivi porodicu kermesovke kao i ostale bez sustavnog primjenjivanja da se istakne odgovarajući hijerarhijski stupanj određene sistematske kategorije ovu porodicu nazivaju kermesače (Hr), Schlosser, J.C.K.; Vukotinović, Lj., 1869 3132, kermesi (Hr), Horvatić, S., 1954.; vinobojka

## Opis
Phytolaccaceae je porodica cvjetnica koja se sastoji od zekljastog bilja, grmlja i drveća, uglavnom je porijeklom iz tropske i suptropske Sjeverne Amerike i Afrike. Listovi su spiralni, jednostavni i cjeloviti (tj. glatkih rubova). Cvjetovi su obično raspoređeni u razgranate ili nerazgranate grozdaste cvatove i obično su dvospolni; ženski dio sastoji se od jedne do više jedinica, od kojih svaka ima samo jednu ovulu. Plod je sitan i mesnat.
Porodica Phytolaccaceae uključuje “bodljikavu travu”, hrvatski nazivanu američki kermes (Phytolacca americana), sjevernoamerički je korov. Biljka Rivina humilis, grm je koji je čest u jugoistočnim Sjedinjenim Državama, i Agdestis clematidea, lozu s gomoljastim korijenom, ponekad se uzgaja u toplim krajevima.

## Potporodice i rodovi
Familia Phytolaccaceae R. Br. 
1. Agdestidoideae Nowicke
  1. Agdestis Moc. & Sessé ex DC. (1 sp.)
2. Phytolaccoideae Arn.
  1. Anisomeria D.Don (3 spp.)
  2. Ercilla A.Juss. (2 spp.)
  3. Nowickea J.Martínez & J.A.McDonald (2 spp.)
  4. Phytolacca Tourn. ex L. (24 spp.)